# شمال غرب بريستول (دائرة انتخابية في المملكة المتحدة)
شمال غرب بريستول (بالإنجليزية: Bristol North West)‏ هي إحدى الدوائر الانتخابية في المملكة المتحدة الممثلة في مجلس العموم في برلمان المملكة المتحدة.
عضو البرلمان الذي يمثلها حالياً هو :Dr Doug Naysmith (Lab/Co-op).